# Guttermouth
Guttermouth é uma banda norte-americana de punk rock/pop punk formada em 1989 na Califórnia. A banda fez sucesso com a música "I'm Destroying The World", que fez parte da trilha do game Tony Hawk's Pro Skater 3

## Integrantes
- Mark Adkins
- Scott Sheldon
- Donald Horne
- Ryan Farrell
- Clint Weinrich'